# حديقة الطائف الوطنية
حديقة الطائف الوطنية، أو متنزه سيسد الوطني هو متنزه وطني يُعد من أهم المتنزهات في محافظة الطائف، ويتميز بطبيعته الساحرة بما يشتمل عليه من أشجار كثيفة ومساحات خضراء وينابيع طبيعية ، فالمتنزه يمتد على مساحات شاسعة من الأراضي الخضراء تحيط بها مرتفعات كثيفة الأشجار، والمتنزه مجهز بكافة الخدمات والمرافق التي يحتاجها الزائر كالمساجد ودورات المياه ، والدخول إلى المتنزه مجاني وساعات العمل من الساعة 6 صباحًا إلى الساعة 10 مساءً.

## موقع المتنزه
يقع المتنزه شرق مدينة الطائف ، ويمتاز المتنزه بقربه من العديد من المعالم الطبيعية والأثرية والسياحية الأخرى في مدينة الطائف.

## تاريخ المتنزه
يكتسب المتنزه أهمية تاريخية أثرية؛ كونه يشتمل على سد سيسد التاريخي الذي قام بإنشائه الخليفة الأموي معاوية بن أبي سفيان في القرن السابع الميلادي، ومنطقة المتنزه ككل أُعيد ترميمها بما تحتويه من آثار خلال عام 1998م، ثم أُعيد افتتاح المتنزه عام 1999م ليستقبل زواره مجددًا.

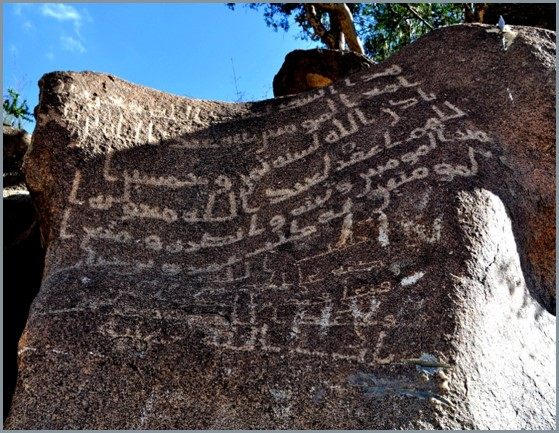
نقش أثري بجوار سد سيسد

## عناصر المتنزه
يشتمل المتنزه على العديد من العناصر الأساسية التي يحتاج إليها الزائر كمواقف السيارات ووسائل المواصلات العامة، والمساحات الخضراء، بالإضافة إلى العديد من العناصر الترفيهية كمسار للمشي والجري والرياضة، وأماكن خاصة للجلوس، والمطاعم، بالإضافة إلى البرامج الترفيهية وبرامج الرحلات.

## أنشطة زيارة المتنزه
يمتاز المتنزه بجو لطيف وطبيعة خلابة تتيح لك القيام بنزهة عائلية على ضفاف الجداول أو داخل الاستراحات المظللة، كما يوفر المتنزه حدائق الألعاب وملاعب كرة القدم وكرة السلة ، كما يمكنك القيام بالأنشطة المقترحة الآتية:
- إجراء جولة بالسيارة داخل المتنزه الذي يمثل محمية طبيعية بما يشتمل عليه من أشجار وجداول وجبال وسهول.
- الاستفادة من المساحات الخضراء في إجراء نزهة عائلية وسط الطبيعة الخلابة في المتنزه.
- إلتقاط الصور التذكارية لشلالات المتنزه وجداوله التي تعبر المساحات الخضراء في المتنزه.
- زيارة سد سيسد التاريخي الذي أُنشِئَ في القرن السابع الميلادي.
- قضاء وقت ممتع مع الأطفال ضمن مساحات ملاعب الأطفال التي يشتمل عليها المتنزه.